# Pappel-Eulenspinner
Der Pappel-Eulenspinner (Tethea or) ist ein Schmetterling aus der Familie der Eulenspinner und Sichelflügler (Drepanidae).

## Merkmale
Die Falter erreichen eine Flügelspannweite von 38 bis 43 Millimetern. Während die Hinterflügel nahezu einfarbig grau sind, ist auf dem Vorderflügeln eine graue Zeichnung zu erkennen. Im Basalfeld befindet sich ein dunkles Band, das sich direkt an die inneren Quermakel anschließt. Überhaupt sind die Makel relativ klein, wenn man sie z. B. mit denen des Augen-Eulenspinners (Tethea ocularis) vergleicht. Die Makel sind weiß gefärbt. Es gibt auch schwarze Formen der Falter (Melanismus). Diese sind einfarbig schwarz, haben auffällig weiße Makel und werden als f. albigensis Warnecke bezeichnet.

### Ähnliche Arten
- Augen-Eulenspinner (Tethea ocularis)

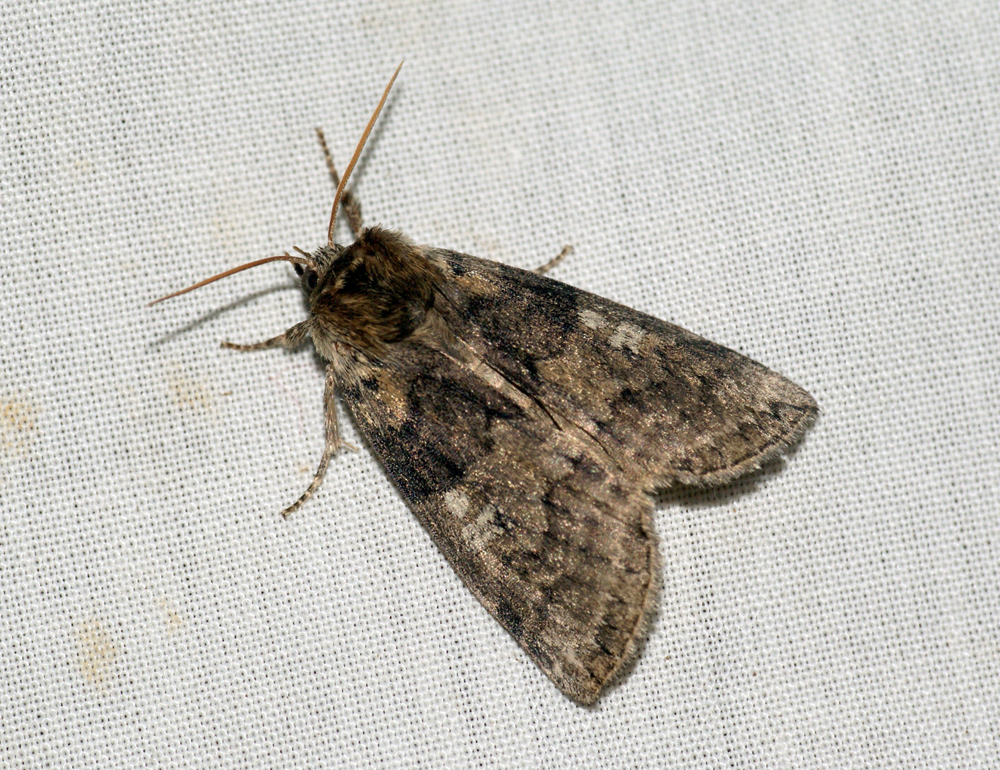
Typische Zeichnung
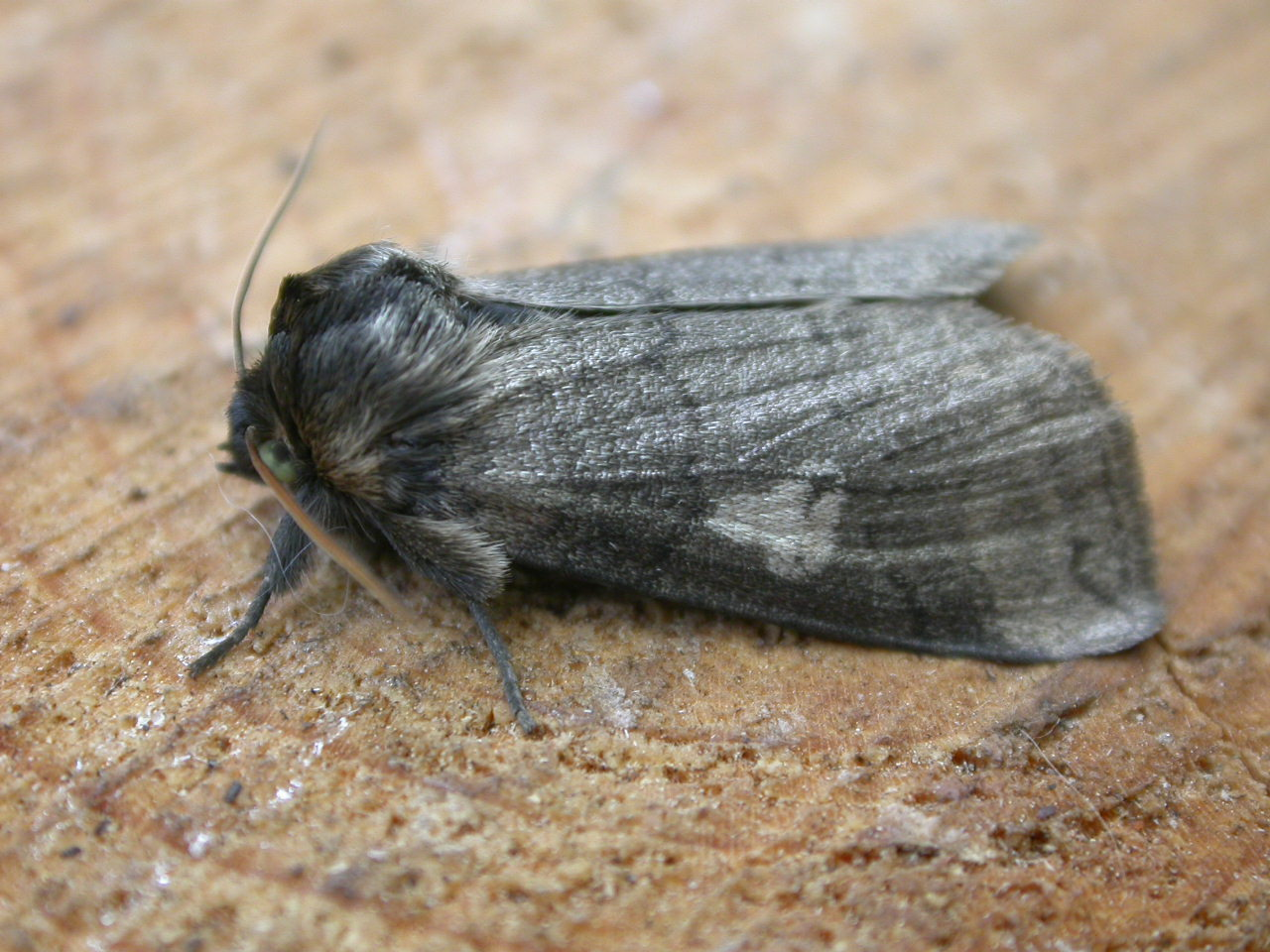
Graue Farbmorphe
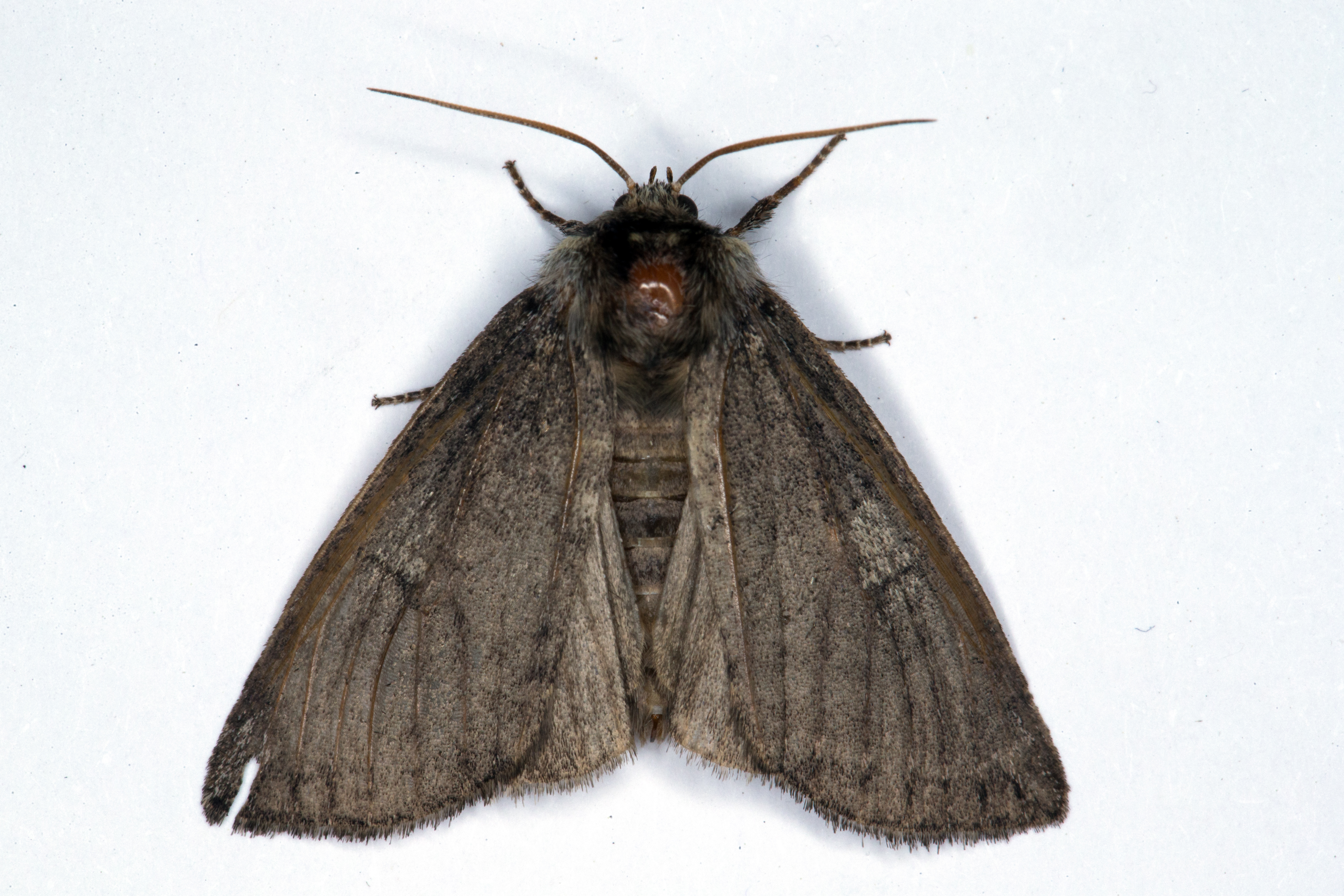
Schwarze Farbmorphe mit sehr schwachen Makeln

## Vorkommen
Die Tiere kommen in Europa, außer im hohen Norden und in Teilen des Mittelmeergebietes, östlich bis Japan häufig vor und sind weit verbreitet. Sie bevorzugen die Ränder von Wäldern bzw. deren Lichtungen, aber auch in Landstrichen mit Hecken oder anderen Feldgehölzen und in verbuschten Heiden und Mooren sind sie zu finden. Die Art mag keine warmen und trockenen Gebiete.

## Lebensweise

### Flug- und Raupenzeiten
Die Falter fliegen in zwei Generationen von Ende April bis Juli und von Juli bis August. Die Generationen überlagern sich dabei meist in ihrer Flugzeit. Die Raupen aus den Eiern der ersten Generation findet man von August bis September, die der zweiten im Juli des darauffolgenden Jahres.

### Nahrung der Raupen
Die Nahrungspflanzen der Raupen sind Espen (Populus tremula) und anderer Pappeln (Populus) und auch Weiden.

## Entwicklung
Die Raupen leben eingesponnen zwischen zwei Blättern, sie überwintern als Puppe am Boden zwischen Blättern, bevor sie im nächsten Frühling schlüpfen.

## Synonyme
Cymatophora or